# Будинок Шапара
Будинок Шапара — двоповерховий кам'яний будинок у Харкові за адресою вулиця Конторська, 26. Будинок побудований у 1907 році в стилі модерн за проєктом архітектора Валентина Фельдмана.
Будинок відомий своїм фасадом, який представляють бічні частини будівлі у вигляді веж та металевий купол. Навколо будинку встановлена кована огорожа, а всередині збереглись дерев'яні перила та двері.

## Історія

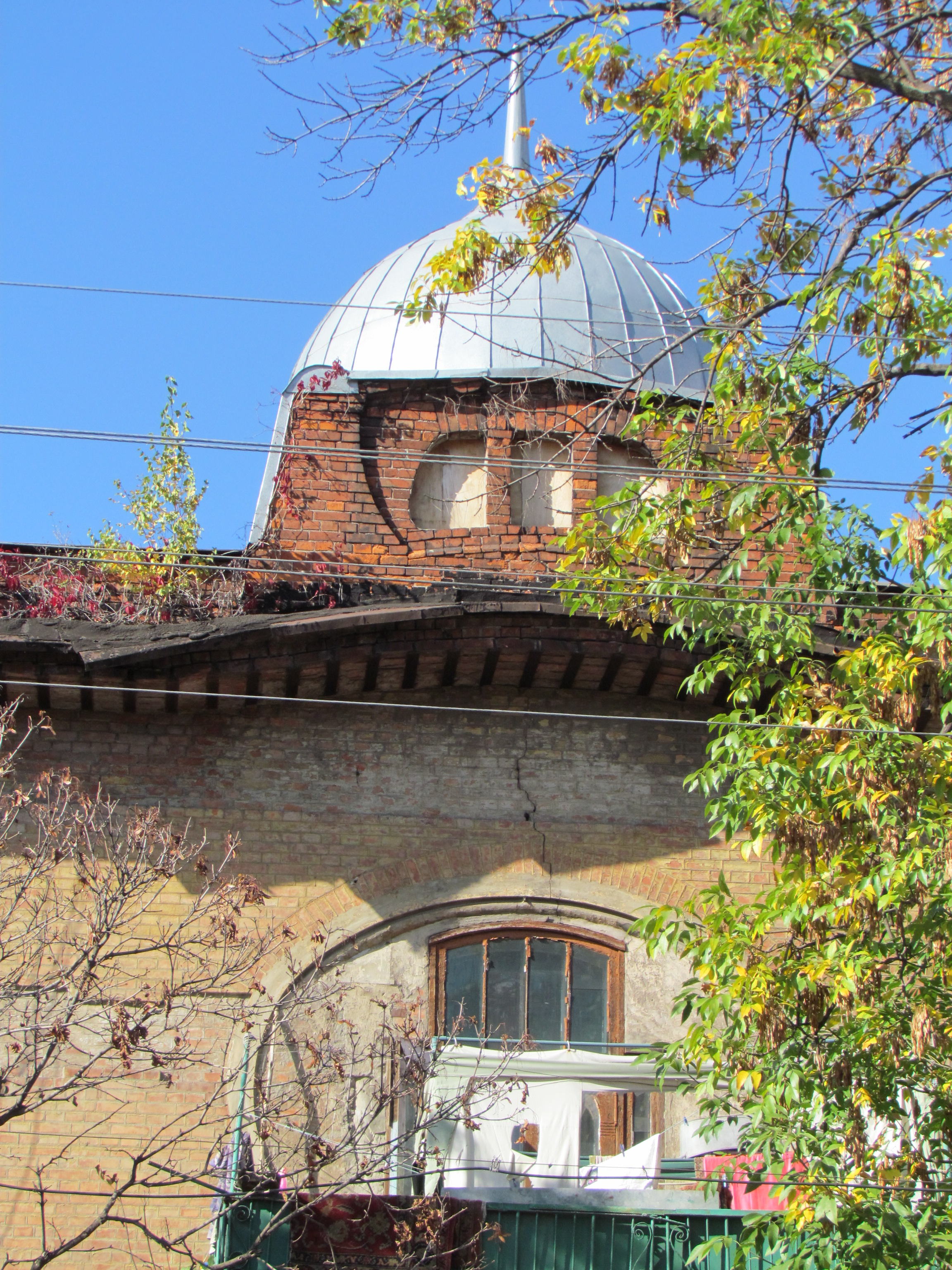
2012 рік

Наприкінці XVIII століття, земельна ділянка за тогочасним № 20 належала прапорщику Григорію Топчієву, який збудував тут торгову баню. У 1778 році був побудований ще дерев'яний будинок, кілька флігелів та кухню в окрмій будівлі. Через 25 років спадкоємці Топчієва продали цю ділянку міщанину Дмитру Шатунову. Він зніс старі споруди та збудував двоповерховий кам'яний будинок з коморою та стайнею. .

На початку 1880-х будинок одержав № 24, а в 1883 році вже свій нинішній № 26 .

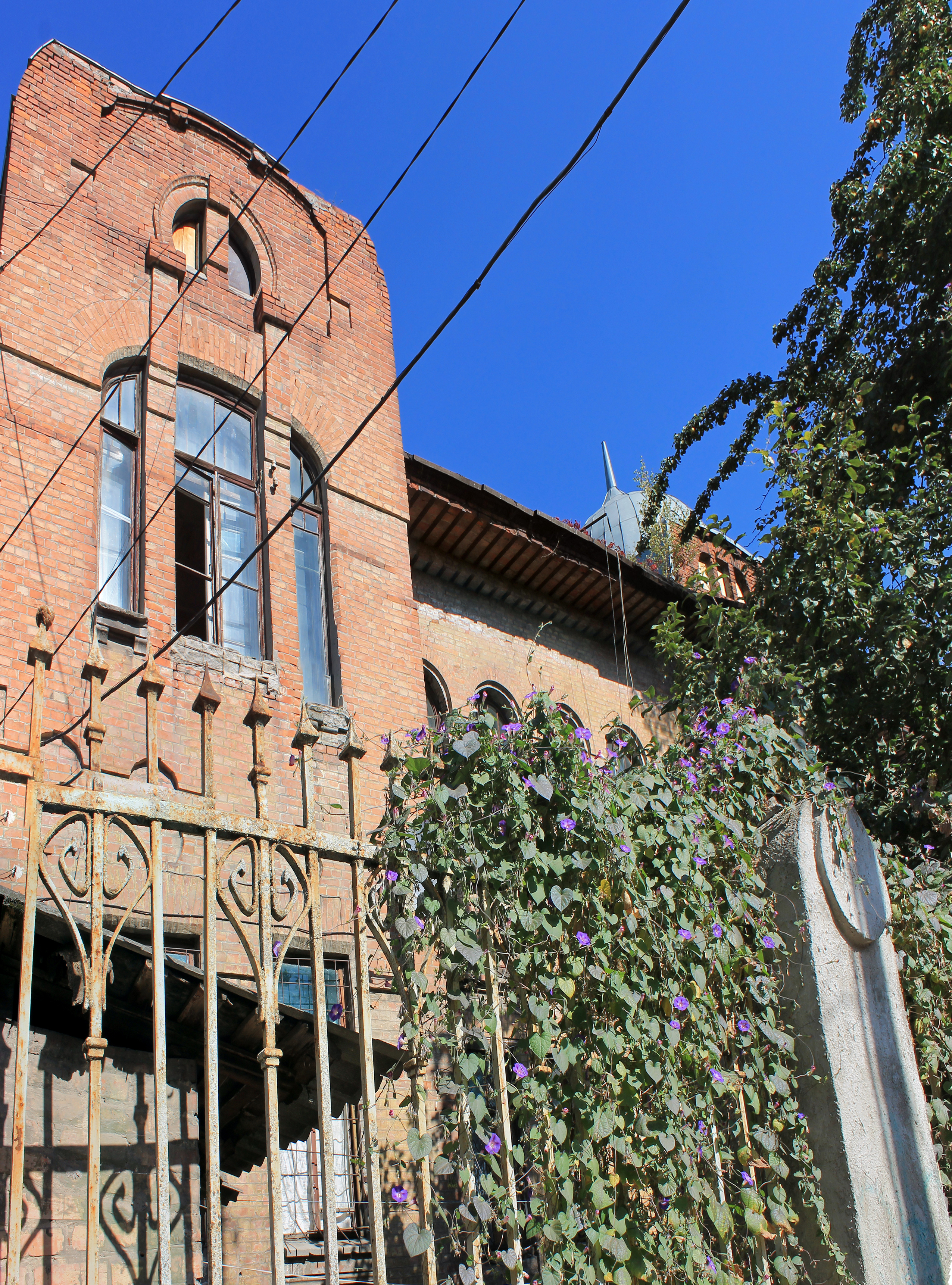
2014 рік

Після смерті Дмитра Шатунова, в 1879 році, ділянку успадкувала його дружина Анна Шатунова. Пізніше, власницями стали її дочки Надія та Наталя. У 1901 році власником будівель був поручик Іван Харінскій . До чергово продажу ділянки в 1902 році, частину приміщень тогочасного будинку здавали в оренду. Новим власником став купець Іван Романенко, який у 1907 році зніс частину споруд та збудував дохідний дім на з 8 квартир таким, яким ми знаємо його донині. . Автором проєкту будівлі став архітектор Валентин Фельдман. Близько 1913 року власником будинку стає промисловець Борис Шапара . Навесні 1919 року, під час російсько-більшовицьуої окупації, будинок було націоналізовано, а Шапара емігрував до Бельгії.
У 1920-ті роки будівля належала «Українрадіо» та входило в житловий кооператив № 32 .
Сьогодні будинок розділено на комунальні квартири, а у підвалі працює швейних цех .